# Hystrichopsylla dippiei
Hystrichopsylla dippiei är en loppart som beskrevs av Rothschild 1902. Hystrichopsylla dippiei ingår i släktet Hystrichopsylla och familjen mullvadsloppor.

## Underarter
Arten delas in i följande underarter:
- H. d. dippiei
- H. d. neotomae
- H. d. spinata
- H. d. truncata